# Patinoire de Linnanmaa
 (avril 2025).
Si vous disposez d'ouvrages ou d'articles de référence ou si vous connaissez des sites web de qualité traitant du thème abordé ici, merci de compléter l'article en donnant les références utiles à sa vérifiabilité et en les liant à la section « Notes et références ».
La patinoire de Linnanmaa (en finnois : Linnanmaan jäähalli) est une patinoire dans le quartier de Linnanmaa à Oulu en Finlande.

## Présentation
La patinoire, située près de l'Université d'Oulu dans le quartier de Linnanmaa, a été achevée à l'automne 2000.
Le bâtiment dispose de deux patinoires de hockey séparées, chacune avec un auditorium de 300 places.
Les patineurs artistiques et les joueurs de hockey s'entraînent dans la salle.
La patinoire comprend huit vestiaires avec des toilettes, deux cabines d'arbitres et deux cabines d'affûtage.
De plus, la patinoire dispose d'une petite salle de réunion et d'un café.

## Galerie

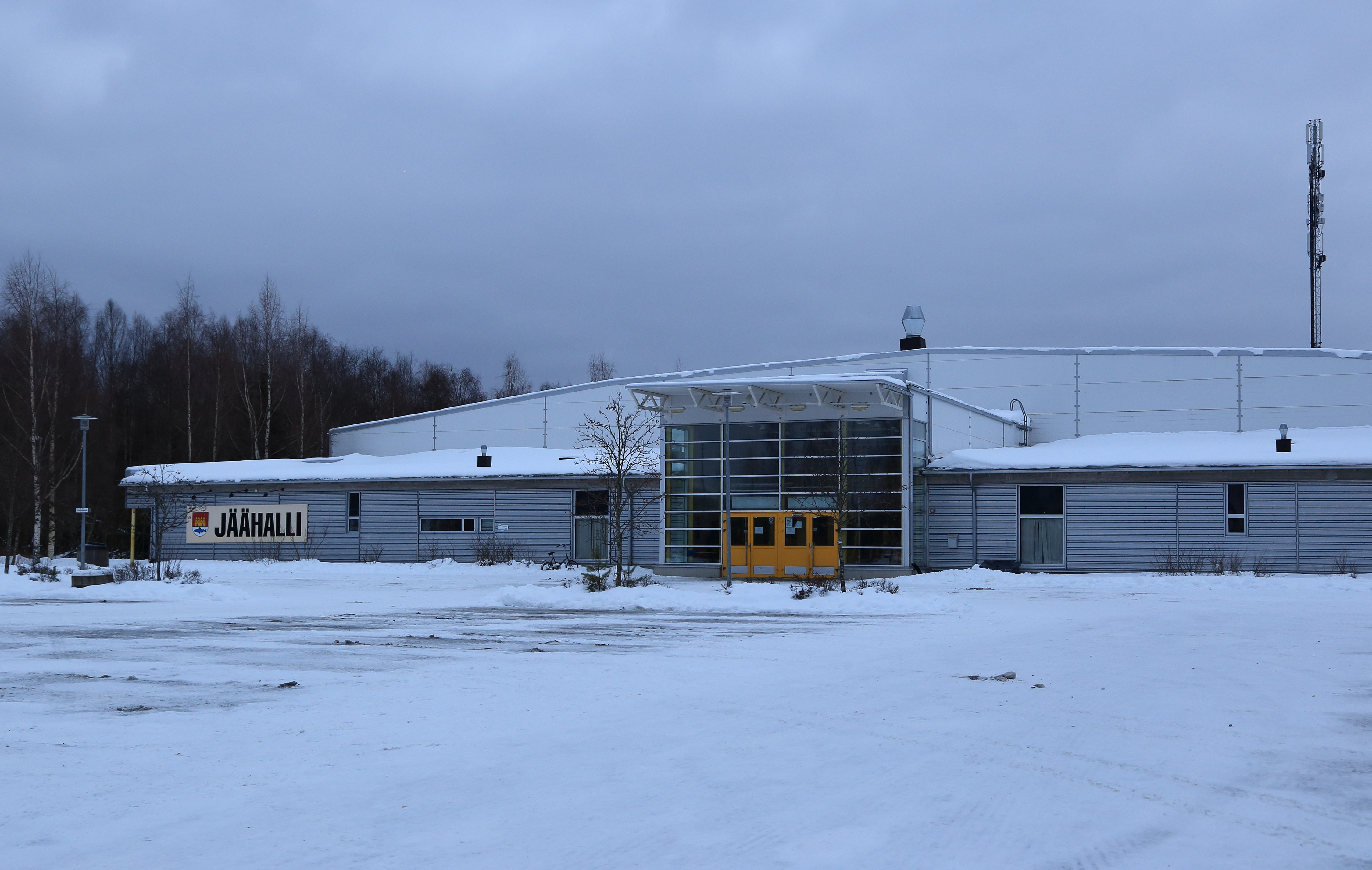
Patinoire de Linnanmaa